# Camilla Thorsen
Pour les articles homonymes, voir Thorsen.
Camilla Nordberg Thorsen, née le 30 décembre 1975 à Kongsberg, est une ancienne handballeuse internationale norvégienne. Elle prend sa retraite professionnelle en 2008.
En 2004, elle remporte la Coupe EHF avec son club de Viborg HK.

## Palmarès

### Sélection nationale
- Championnat d'Europe
  -  vainqueur du Championnat d'Europe 2004,  Hongrie

### Club
- Vainqueur de la Coupe EHF en 2004 avec Viborg HK
- Finaliste de la Coupe EHF en 2007 avec FC Midtjylland